# Vergt
Vergt é uma comuna francesa na região administrativa da Nova Aquitânia, no departamento Dordonha. Estende-se por uma área de 32,32 km². Em 2010 a comuna tinha 1 693 habitantes (densidade: 52,4 hab./km²).